# José María Parreño
José María Parreño (Madrid, 1958) es un poeta, gestor cultural, profesor universitario, comisario de exposiciones y crítico de arte español. 
Doctor en Historia del Arte por la Universidad Complutense de Madrid, su tesis doctoral se tituló El arte comprometido en España. La labor como ensayista, comisario y crítico de Parreño ha estado centrada en el arte contemporáneo. Es especialista en la obra de Esteban Vicente, cuyo museo en Segovia dirigió.

## Gestión cultural
Entre 1989 y 1995, Parreño fue el coordinador literatura en el Círculo de Bellas Artes de Madrid. Fue subdirector y luego director del Museo de Arte Contemporáneo Esteban Vicente de Segovia entre 1998 y 2008. A partir de 2009 se ocupó de la dirección artística de la galería Artesonado, en La Granja de San Ildefonso. En 2016 fue nombrado consejero de la Fundación Villalar.

## Docencia
En 1996 impartió clase en los Estados Unidos, en la Universidad Duke de Carolina del Norte, donde estuvo como profesor visitante. Entre 2003 y 2006 fue profesor en el Colegio Universitario de Segovia. Posteriormente se dedicó a la docencia en la Facultad de Bellas Artes de la Universidad Complutense de Madrid.

## Crítica
Como crítico, ha publicado en las revistas La Luna de Madrid, SurExpress, El Cultural y en las páginas culturales de los periódicos ABC y El País.

## Literatura

### Poesía
Su primer libro de poemas publicado fue Instrucciones para blindar un corazón (Rialp, 1981, reeditado en 2009 por Tansonville), que obtuvo el accésit del Premio Adonáis de poesía. 
Posteriormente publicó Libro de las sombras (Premio Leonor de Poesía, 1985), Las reglas del fuego (1987), Poemas de amor y no (Ayuntamiento de Málaga, 2006) y Pornografía para insectos (Pre-Textos, 2014).
En su libro Fe de erratas (1990), recopiló los libros poéticos publicados hasta la fecha, que en aquel momento estaban ya descatalogados.
En 2024, escribe el prólogo del poemario Novela de Javier Mateo Hidalgo (La Tortuga Búlgara).

### Novela
Su novela Las guerras civiles obtuvo en 1995 obtuvo el premio de narrativa Torrente Ballester. Según el crítico Diego Doncel, se trata de una obra tan vanguardista y atrevida que está en los límites de la novela.

### Diarios
En 1999 publicó Viajes de un antipático (Árdora).